# Bornkrug

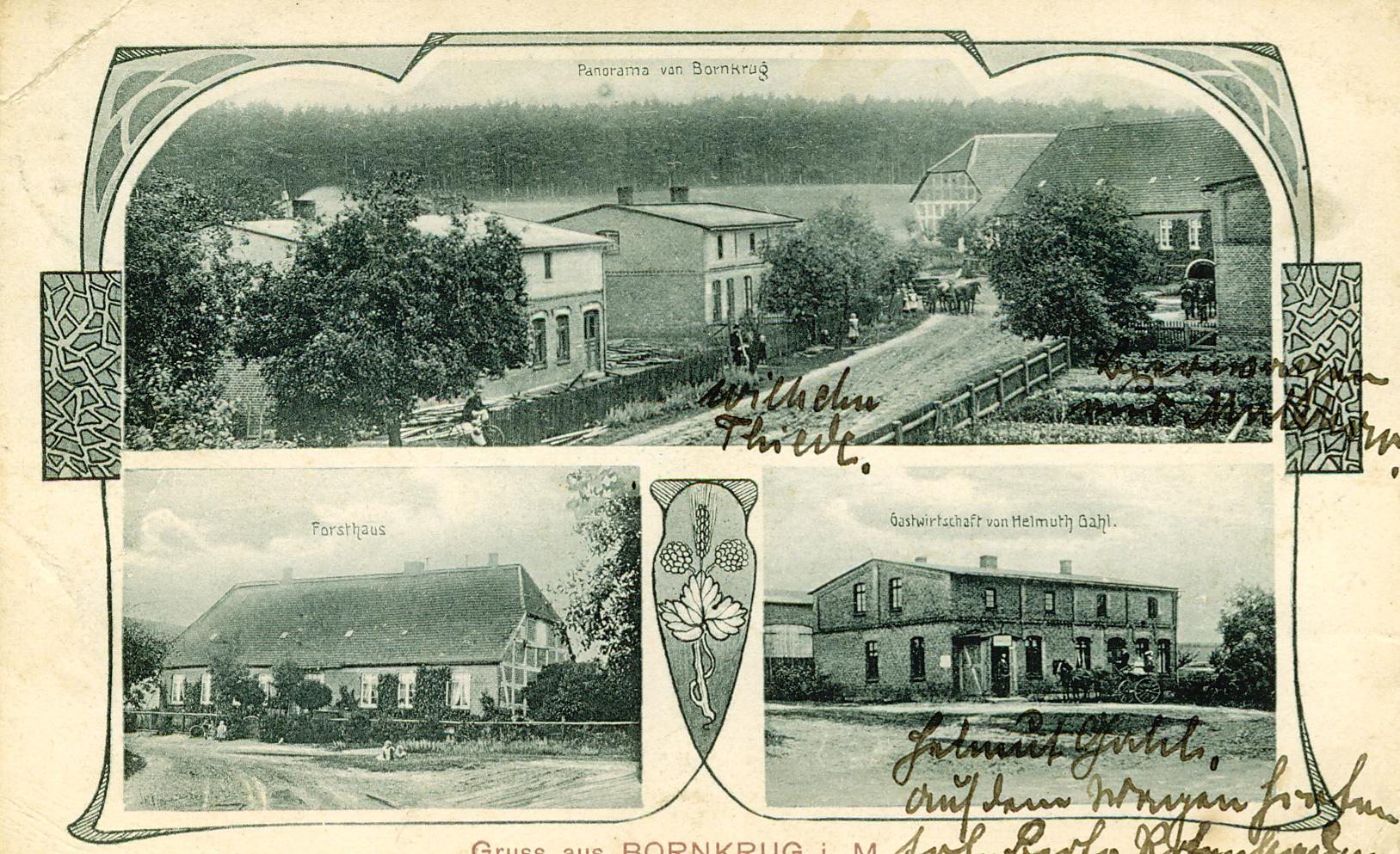
Bornkrug

Bornkrug ist ein Waldarbeiterdorf am Nordrand der Nossentiner Heide in Mecklenburg-Vorpommern. Weithin bekannt wurde es als Kreuzungspunkt und Poststation von sechs Mecklenburger Landwegen. Bornkrug hat derzeit 17 Einwohner.

## Lage
Bornkrug liegt 1,5 km südlich von Linstow am Nordrand vom Naturpark Nossentiner/Schwinzer Heide. Die Siedlung gehört seit 1874 zur Gemeinde Linstow, die sich im Jahre 2000 mit der Nachbargemeinde zu Dobbin-Linstow zusammengeschlossen hat. Die Gemeinde  gehört zum Amt Krakow am See.

## Geschichte

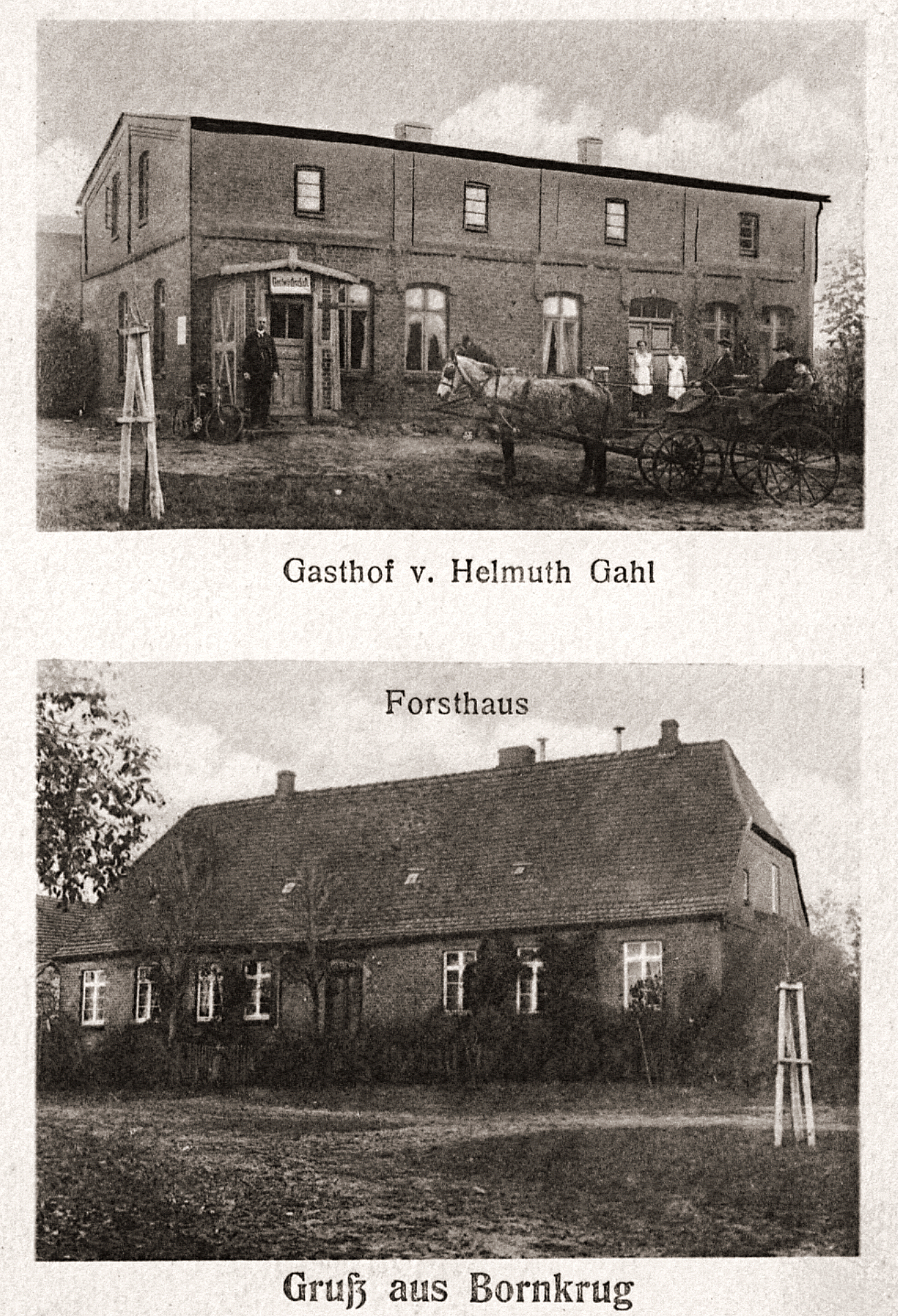
Gasthof und Försterei

Der Bornkrug entstand nach dem Dreißigjährigen Krieg an der Kreuzung von Handelswegen nach Malchin, Malchow, Güstrow, Neubrandenburg und Parchim. Um 1700 erschien Bornkrug im Atlas von Bertram Christian von Hoinckhusen als Teil des Gutes Linstow. Am Ende des 18. Jh. gab es neben dem eigentlichen Krug einen Pferdestall und einen Katen mit zwei Wohnungen. Zur Krugwirtschaft gehörten ca. 82 ha Ackerland, die Fischerei auf dem Linstower See, der damals 61 ha groß war, eine dem Krug gegenüber liegende Schmiede und nicht zuletzt auch eine Brennerei. Dafür hatte der Pächter jährlich 250 Taler zu zahlen. 1803 brannte der Krug nieder. Funkenflug aus dem Küchenherd hatte das Strohdach entzündet. Beim Wiederaufbau entstand ein fast doppelt so großes Krughaus. Bis 1825 kamen ein weiterer Stall und drei Katen mit jeweils zwei Wohnungen hinzu, was für eine gute wirtschaftliche Lage zur damaligen Zeit spricht. Mit dem Aufkauf des Gutes Linstow kam Bornkrug 1827 in großherzoglichen Besitz. Um 30 ha verkleinert, wurde der Bornkrug 1853 zum Erbpachthof, der Pächter und Schmied Rahn zum Erbpächter. Die an der Straße nach Hohen Wangelin stehenden Katen wurden auf Rahns Wunsch hin abgerissen und die Bewohner umgesiedelt. Als Rahn 1856 gestorben war, verkaufte seine Witwe das Anwesen 1863 an den aus Strenz bei Güstrow stammenden Christian Schröder. Durch den fortschreitenden Bau von Chausseen verlor der Krug mehr und mehr an Kunden. Zudem stellte der Hof Linstow 1868 einen eigenen Schmiedegesellen ein, womit auch diese Einnahmequelle verloren ging. Bei der geringen Ertragsfähigkeit des sandigen Bodens war die Erhaltung des Kruges für die Eigentümer eine wirtschaftliche Notwendigkeit. In den 1870er Jahren diente er für die Reichstagswahlen in Deutschland wiederholt als Wahllokal der Gemeinden Linstow und Möllen.
Wegen der schwierigen Wirtschaftsbedingungen wurde der Hof bis zum Ende des 19. Jh. noch zweimal verkauft. Im Jahre 1900 stimmte die Landesforstbehörde einem Aufkauf des Hofes für forstliche Zwecke zu. Die sich bis dahin im Kiether Wald befindliche Holzwärterei wurde auf den Erbpachthof Bornkrug verlegt. Holzwärter Rubach erhielt 11,5 ha Dienstland zwischen dem Weg nach Linstow und Hohen Wangelin dazu. Daneben wurden Siedlerstellen ausgeschrieben. Die Schankkonzession ging an eine neu zu schaffende Erbbüdnerei über, die 1901 errichtet und durch den Erwerber Helmut Gahl ausgebaut wurde. Die weitere Entwicklung wurde durch Gebietstausch und Landzukauf aus dem 1903 aufgesiedelten und größtenteils
aufgeforsteten Hinrichshof möglich. Die geplanten 11 Häuslereien kamen nur zum Teil zustande. Zwei hatte man bereits 1901 errichtet. Erst 1907 entstanden auf Initiative der Forst die Häuslereien 1–3. Die Häuslerei 9 folgte 1909 durch Schuhmacher Puls. Der letzte derartige Bau erfolgte 1920 wiederum durch die Forst, welche die Häuslereien 7 und 8 errichten ließ, die 1921 zur Doppelhäuslerei 7 wurden. Die nicht bebauten Häuslereigrundstücke verpachtete man zwischenzeitlich als Gärten. Dem Eigentümer der Büdnerei gelang es, in dem immer mehr durch Forstarbeiter dominierten Ort, den Krug zu etablieren. Die Büdnerei wurde 1944 durch die Forst aufgekauft und diente am Kriegsende Flüchtlingen als Unterkunft.
Bornkrug blieb auch nach 1945 ein von der Forstwirtschaft geprägtes Dorf. Erst 1976 erhielt es einen festen Straßenanschluss, 1988 eine Buswendeschleife und 1989 das dazugehörige Buswartehäuschen.

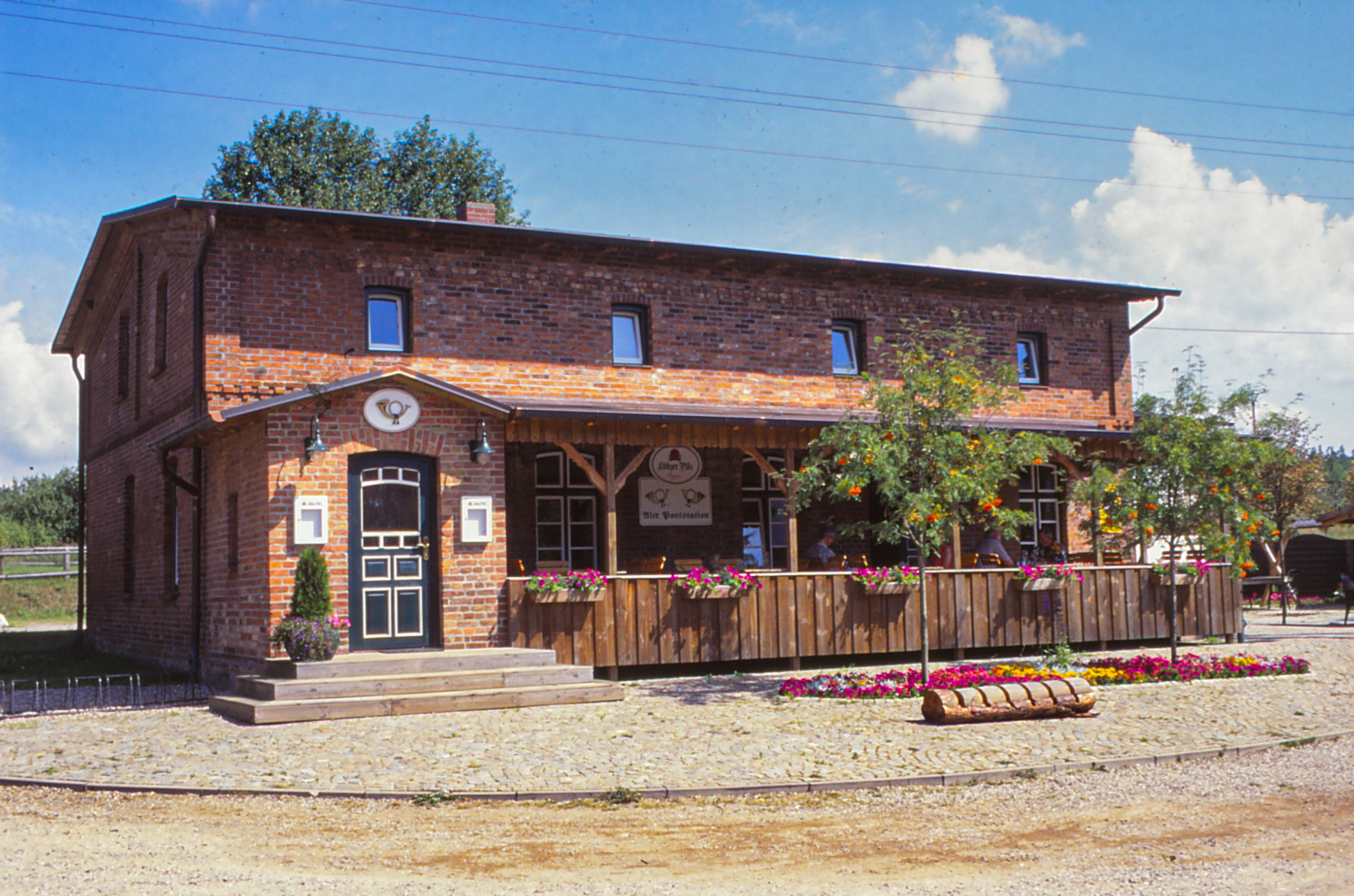
Neue Alte Poststation (1997)

Bis auf die Grundmauern zerfallen, wurde die Büdnerei Nr. 1 1994 als „Alte Poststation“ originalgetreu wieder aufgebaut. Die gegenüber liegende Revierförsterei und die Ortsstraße wurden erneuert.

### Ungedruckte Quellen
- Landeshauptarchiv Schwerin (LHAS)
  - LHAS 5.12-3/1 Mecklenburg-Schwerinsches Ministerium des Innern. Nr. 8095 Landgemeinde Linstow - Kieth (Zeitpachthof Linstow und Hof Kietz, Erbpachthof Klein Bäbelin, Bornkeug, Hinrichshof, Kieth) 1874–1935, 1948.
  - LHAS 10.09 H/08 Personennachlass. Hildebrandt, Friedrich (1898–1948). Nr. 85 Fotos, darunter 10 Fotos von der Jagdhütte mit Jagdmotiven.
- Landeskirchenarchiv Schwerin (LKAS)
  - LKAS, OKR Schwerin, Gemeindebriefe  Krakow. Gemeindeinformationen der Evangelisch - Lutherischen Kirchgemeinde Krakow mit Alt Sammit, Dobbin, Karow, Linstow und Bornkrug. 2013–2015.